# 訃報 1977年4月
訃報 1977年4月（ふほう 1977ねん4がつ）では、1977年（昭和52年）4月中に物故した、又は物故が報じられた人物についてまとめる。

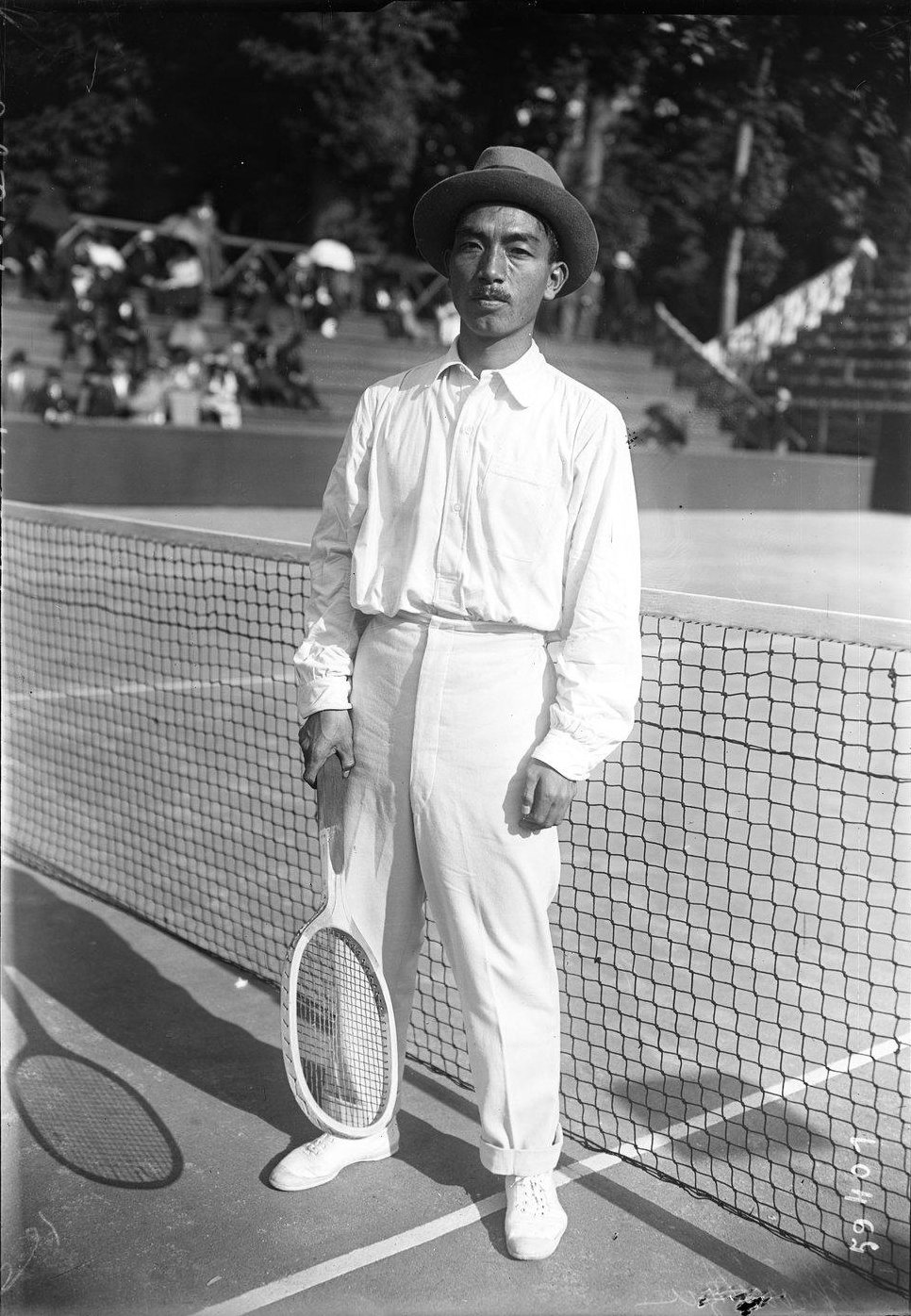
清水善造 / 4月12日没

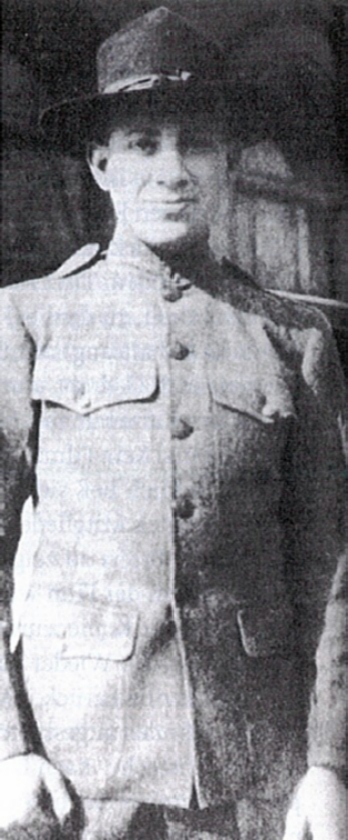
ガンモ・マルクス / 4月21日没

## （1日 - 15日）
- 4月2日 - 池田亀三郎、技術者・実業家（* 1884年）
- 4月3日 - 櫻内乾雄、実業家・中国電力会長（* 1905年）
- 4月4日 - 亘四郎、政治家・衆議院議員（* 1899年）
- 4月5日 - 田中徳三郎、料理人（* 1899年）
- 4月6日 - 幸祥光、囃子小鼓方幸流の能楽師（* 1892年）
- 4月6日 - 木戸幸一、元内大臣（* 1889年）
- 4月7日 - 和歌森太郎、歴史学者・民俗学者（* 1915年）
- 4月10日 - 山路閑古、化学者・古川柳研究家（* 1900年）
- 4月12日 - 熊谷達人、将棋棋士（* 1930年）
- 4月12日 - 桑沢洋子、ファッションデザイナー（* 1910年）
- 4月12日 - 清水善造、テニス選手（* 1891年）
- 4月13日 - 釜洞醇太郎、大阪大学総長（* 1911年）

## （16日 - 30日）
- 4月16日 - 山辺健太郎、歴史家・労働運動家（* 1905年）
- 4月17日 - ジム・トンプスン、小説家（* 1906年）
- 4月18日 - 城戸四郎、映画プロデューサー・元松竹社長（* 1894年）
- 4月18日 - 黒瀬川進、元力士（* 1924年）
- 4月20日 - ゼップ・ヘルベルガー、サッカー選手・指導者（* 1897年）
- 4月21日 - ガンモ・マルクス、マルクス兄弟の四男（* 1893年）
- 4月21日 - 小野美智子、小説家（* 1890年）
- 4月25日 - 摩寿意善郎、美術史家（* 1911年）
- 4月25日 - メーライ＝ホルヴァート・ジョーフィア、フィギュアスケート選手（* 1889年）
- 4月26日 - 広橋百合子、走高跳を専門とする陸上競技選手（* 1916年）
- 4月27日 - 長沼弘毅、大蔵官僚・実業家・文芸評論家（* 1906年）
- 4月28日 - 賀屋興宣、政治家（* 1889年）
- 4月28日 - 鷲尾洋三、文藝春秋編集長（* 1908年）